# Malcolmia triloba subsp. patula
Malcolmia triloba subsp. patula é uma subespécie de planta com flor pertencente à família Brassicaceae. 
A autoridade científica da subespécie é (DC.) Rivas Mart., tendo sido publicada em Rivasgodaya 6: 177. 1991.

## Portugal
Trata-se de uma subespécie presente no território português, nomeadamente em Portugal Continental.
Em termos de naturalidade é nativa da região atrás indicada.

## Protecção
Não se encontra protegida por legislação portuguesa ou da Comunidade Europeia.